# Howard County (Missouri)
Das Howard County ist ein County im US-amerikanischen Bundesstaat Missouri. Im Jahr 2010 hatte das County 10.151 Einwohner und eine Bevölkerungsdichte von 8,4 Einwohnern pro Quadratkilometer. 
Der Verwaltungssitz (County Seat) ist Fayette, das nach dem Marie-Joseph Motier, Marquis de La Fayette benannt wurde, einem französischen General und Politiker, der auf der Seite der Kolonisten am Amerikanischen Unabhängigkeitskrieg teilnahm und eine wichtige Rolle in der Französischen Revolution spielte.

## Geographie
Das County liegt im mittleren Norden von Missouri am Nordufer des Missouri River. Es hat eine Fläche von 1219 Quadratkilometern, wovon 12 Quadratkilometer Wasserfläche sind. An das Howard County grenzen folgende Nachbarcountys:
| Chariton County |               | Randolph County |
| Saline County   |               |                 |
|                 | Cooper County | Boone County    |

## Geschichte

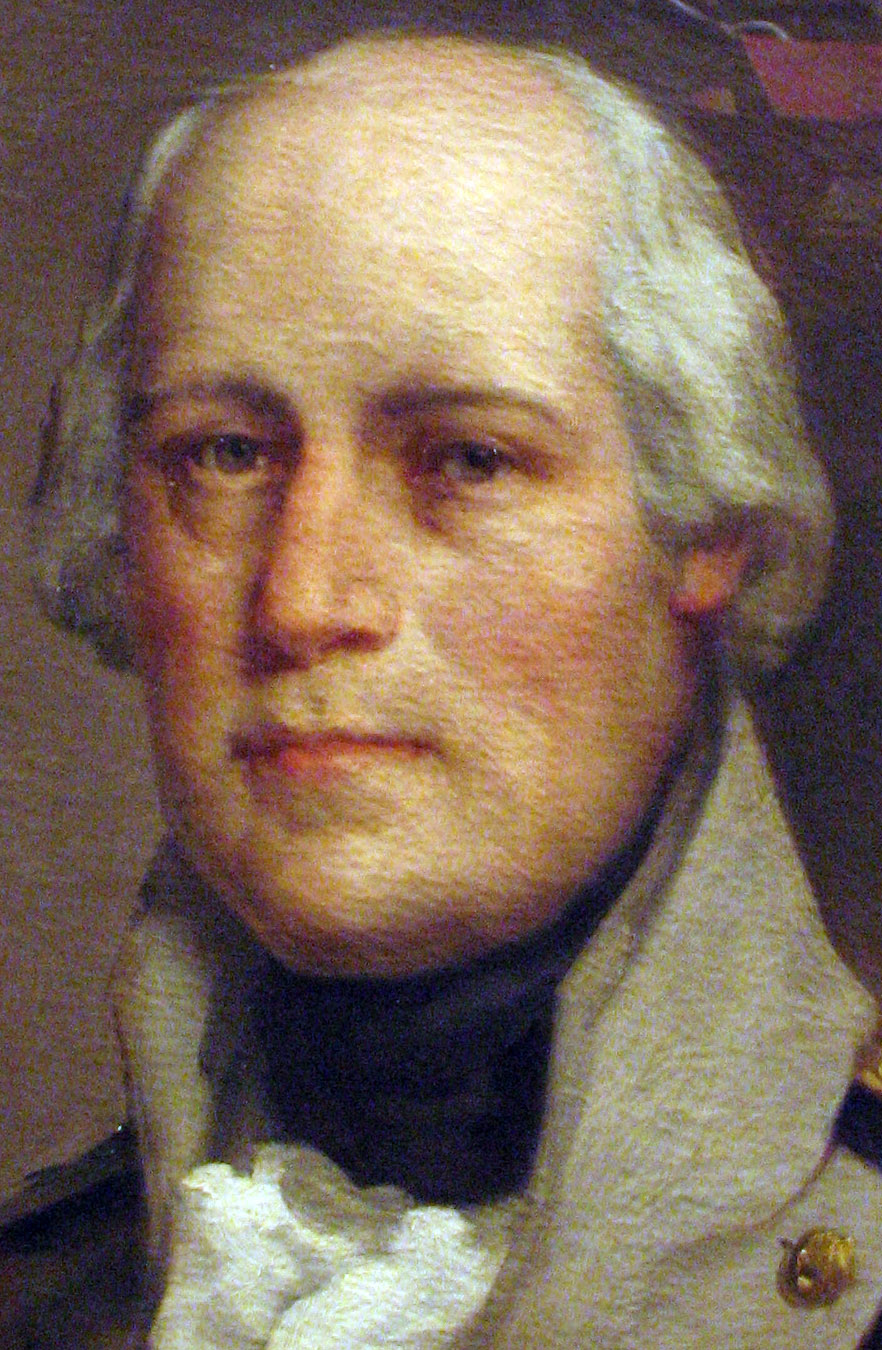
Howard

Am 7. Juni 1804 erreichten Lewis und Clark im Rahmen der bekannten Lewis-und-Clark-Expedition, auf dem Weg von den Rocky Mountains in Richtung des Pazifik das Gebiet des späteren Countys und nächtigten hier.
Die ersten Siedler in dieser Gegend errichteten drei Forts zur Verteidigung gegen die amerikanischen Ureinwohner: Fort Cooper, Fort Hempstead und Fort Kincaid. Fort Cooper lag etwa drei Kilometer südwestlich von Boone’s Lick, Fort Kincaid lag im Südosten, war etwa 15 km entfernt, etwa 2 km nördlich der heutigen Boonville Railroad Bridge und Fort Kincaid lag etwa einen Kilometer nördlich von Fort Kincade.
Das Howard County wurde am 13. Januar 1816 als neuntes County aus Teilen des St. Louis und des St. Charles County gebildet. Benannt wurde es nach Benjamin Howard (1760–1814), dem ersten Gouverneur des 1812 neu benannten Missouri-Territoriums, aus dem unter anderem der Staat Missouri hervorging. Aus dem damals rund 22.000 Quadratmeilen großen County gingen u. a. die Countys Adair, Boone, Caldwell, Carroll, Chariton, Clay, Clinton, Cole, Cooper, Daviess, DeKalb, Gentry, Grundy, Harrison, Henry, Johnson, Lafayette, Linn, Livingston, Macon, Mercer, Moniteau, Morgan, Pettis, Putnam, Randolph, Ray, Saline, Sullivan und Worth County. Auch Teile der angrenzenden Countys in Iowa stammten aus dem Howard County.
25 Bauwerke und Stätten des Countys sind im National Register of Historic Places eingetragen (Stand 6. Februar 2018).

## Demografische Daten
Nach der Volkszählung im Jahr 2010 lebten im Howard County 10.144 Menschen in 3856 Haushalten. Die Bevölkerungsdichte betrug 8,4 Einwohner pro Quadratkilometer. In den 3856 Haushalten lebten statistisch je 2,35 Personen.
Ethnisch betrachtet setzte sich die Bevölkerung zusammen aus 91,9 Prozent Weißen, 5,4 Prozent Afroamerikanern, 0,5 Prozent amerikanischen Ureinwohnern, 0,3 Prozent Asiaten sowie aus anderen ethnischen Gruppen; 1,8 Prozent stammten von zwei oder mehr Ethnien ab. Unabhängig von der ethnischen Zugehörigkeit waren 1,4 Prozent der Bevölkerung spanischer oder lateinamerikanischer Abstammung.
21,7 Prozent der Bevölkerung waren unter 18 Jahre alt, 62,7 Prozent waren zwischen 18 und 64 und 15,6 Prozent waren 65 Jahre oder älter. 50,4 Prozent der Bevölkerung war weiblich.
Das jährliche Durchschnittseinkommen eines Haushalts lag bei 42.067 USD. Das Pro-Kopf-Einkommen betrug 21.829 USD. 15,5 Prozent der Einwohner lebten unterhalb der Armutsgrenze.

## Ortschaften im Howard County
Citys
| - Armstrong - Fayette - Franklin | - Glasgow1 - New Franklin |

Unincorporated Communities
| - Boonesboro - Bunker Hill - Burton - Estill | - Hilldale - Lisbon - Petersburg - Punkin Center | - Roanoke - Sebree - Steinmetz |

1 – teilweise im Chariton County

## Gliederung
Das Howard County ist in acht Townships eingeteilt:
| Township             | Einwohner (2010) | FIPS     |
| -------------------- | ---------------- | -------- |
| Bonne Femme Township | 625              | 29-07084 |
| Boonslick Township   | 521              | 29-07300 |
| Burton Township      | 173              | 29-09964 |
| Chariton Township    | 1575             | 29-13222 |
| Franklin Township    | 1798             | 29-25642 |
| Moniteau Township    | 1026             | 29-49232 |
| Prairie Township     | 750              | 29-59546 |
| Richmond Township    | 3676             | 29-61652 |